# جی دیمریت
جی دیمریت (انگلیسی: Jay DeMerit؛ زادهٔ ۴ دسامبر ۱۹۷۹) یک بازیکن فوتبال اهل ایالات متحده آمریکا است.
وی همچنین در تیم ملی فوتبال ایالات متحده آمریکا بازی کرده‌است.